# Conférence
Conférence ist im engeren Sinne die Bezeichnung für eine Ansage im Kabarett, in einer Revue oder im Varieté. Die Conférence reicht dabei von einer einfachen Ankündigung der nächsten Programm-Nummer bis hin zur literarischen Plauderei oder einem satirischen Beitrag zu aktuellen Themen. Conférencen sind dabei zumeist unterhaltend und witzig. Das Fremdwort wurde dem französischen conférence (Vortrag) entlehnt. Eine Sonderform ist die von Fritz Grünbaum und Karl Farkas perfektionierte Doppelconférence.
Im weiteren Sinne kann als eine Conférence jede ein- oder überleitende Äußerung verstanden werden, die zwischen den Akteuren einer künstlerischen oder nicht-künstlerischen Veranstaltung und dem Publikum vermittelt.